# Władysława Nowakiewicz-Broszkowska
Władysława Nowakiewicz-Broszkowska ps. Mira, Sława, (ur.  15 czerwca 1903 w Warszawie, zm. 30 grudnia 1995 tamże) – uczestniczka kampanii wrześniowej 1939, od 1940 żołnierz ZWZ, od 1942 wywiadowczyni Oddziału Wykonawczego Kontrwywiadu 993/W O II KG AK, w powstaniu sanitariuszka 1 Kompanii „Zemsta” Baonu „Pięść” Zgrupowania „Radosław”; jeniec wojenny.

## Życiorys
Urodziła się 15 czerwca 1903 w Warszawie w rodzinie Wincentego i Józefy z Fajgów. Przed wojną ukończyła szkołę średnią. Do 1939 była urzędniczką w Departamencie Morskim Ministerstwa Przemysłu i Handlu, należąc jednocześnie do Związku Pracowników Zawodowych. 
We wrześniu 1939 po zajęciu przez Niemców Warszawy rozpoczęła pracę w PCK, udzielała pomocy rannym żołnierzom, a także zbierała dla nich dary i pieniądze.
W 1940 rozpoczęła działalność konspiracyjną w Związku Walki Zbrojnej. W tym samym roku została aresztowana za to, że udzielała pomocy więźniom Pawiaka. Po zwolnieniu pracowała w sklepie spożywczym przy ul. Orlej, a także pośredniczyła przy wymianie informacji kontrwywiadowczej. Od jesieni 1942 pod ps. „Mira”, „Sława” pełniła funkcję łączniczki i wywiadowczyni w Wydziale Bezpieczeństwa i Kontrwywiadu O II KG Armii Krajowej , w komórce 993/W (poprzednio „Wapiennik”) - Oddziału Wykonawczego Kontrwywiadu, którego  zadaniem było wykonywanie akcji likwidacyjnych na gestapowcach i konfidentach skazanych przez sąd podziemny oraz czynności inwigilacyjne osłonowe. Została wprowadzona jako pierwsza kobieta do grupy bojowej „Wapiennika” przez ówczesnego dowódcę por. Leszka Kowalewskiego „Twardego”. Była jedną z sześciu kobiet tego oddziału. Odznaczała się dużą odwagą i ofiarnością, podczas uczestniczenia w wielu akcjach, m.in. w likwidacji Ernsta Dürrfelda na rogu ulic Marszałkowskiej i Świętokrzyskiej, Józefa. Staszauera w barze „Za Kotarą” na ul. Mazowieckiej 2, Leitgebera szefa sekcji wypadowej warszawskiej Kripo na ul. Jaworzyńskiej, Wandy Mostowicz, agentki gestapo, która była zamieszana w aresztowanie gen. Stefana Grot- Roweckiego i w wielu innych. Trzykrotnie zmieniała nazwisko. 7 lutego 1944 zdołała brawurowo uniknąć aresztowania, uciekając 14-gestapowcom, którzy przyjechali po nią dwoma wozami osobowymi i samochodem z budą. Pracowała wówczas w sklepie przy ul. Elektoralnej 6, a mieszkała przy Elektoralnej 13
Podczas powstania warszawskiego służyła w stopniu kaprala jako sanitariuszka, początkowo w Obwodzie Śródmieście w 1 kompanii „Zemsta” baonu „Pięść” Zgrupowania „Radosław”, a od września w szpitalach powstańczych na ul. Mokotowskiej.                                                                                                                                                                                                            Wykazując się dużą bojowością, brała czynny udział w walkach o willę Pniewskiego, ranna na ul. Frascati. Po kapitulacji wyszła z Powstania 5 października 1944 jako jeniec, przebywała w obozach jenieckich: Ożarów, Lamsdorf, Mühlberg, Altenburg, Molsdorf, Blankenheim, Burg, Darmstadt, Manheim z nr. 106231.
Podporucznik Władysława Nowakiewicz-Broszkowska Rozkazem Dowódcy AK Nr 512 z 2 października 1944 została odznaczona Krzyżem Srebrnym Orderu Wojennego Virtuti Militari za wyróżniające się męstwo w służbie bojowej w okresie konspiracji i walkach Powstania Warszawskiego Jeszcze przed Powstaniem otrzymała Krzyż Walecznych po raz 1 (rozkaz KG AK Nr 112/BP) oraz po raz 2 i Srebrny Krzyż Zasługi z Mieczami.
21 października 1945 powróciła do Warszawy i podjęła obowiązki urzędniczki w Departamencie Morskim Ministerstwa Handlu i Żeglugi Morskiej, następnie w Ministerstwie Żeglugi jako starszy radca. W Ministerstwie pracowała do 1961 i wówczas przeszła na emeryturę. Należała do Związku Bojowników o Wolność i Demokrację i Związku Inwalidów Wojennycy.
Zmarła 30 grudnia 1995, a pochowana została na cmentarzu Bródnowskim.